# Юртаев, Леонид Николаевич
Леонид Николаевич Юртаев (3 апреля 1959, Фрунзе — 2 июня 2011) — советский и киргизский шахматист, гроссмейстер (1996) и тренер. Первый гроссмейстер из Кыргызстана.

## Биография
Занятия шахматами начал во фрунзенском Дворце пионеров под наставничеством Л. Голоборотько. Продолжил учёбу в спортивной школе-интернате № 9 в Москве, среди его тренеров был Тигран Петросян.
Победитель ряда чемпионатов Кыргызстана. Лучшие результаты в международных турнирах: Фрунзе (1985 и 1987) — 3—4-е и 4-е места, Тараз (2003, Казахстан) 1-е место (впереди В. Корчного, Е. Владимирова и Д. Садвакасова).
В составе команды ЦСКА обладатель Кубка европейских клубов (1990).
В составе сборной Кыргызстана участник 7-и Олимпиад (1992—2000, 2006—2008).
Занимался тренерской работой, среди воспитанников — Эрнесто Инаркиев.

## Изменения рейтинга
| Графики недоступны из-за технических проблем. См. информацию на Фабрикаторе и на mediawiki.org. |